# A Rigueira (El Bollo)
A Rigueira es un lugar español situado en la parroquia de Tuje, del municipio de El Bollo, en la provincia de Orense, Galicia.

## Demografía
| Gráfica de evolución demográfica de A Rigueira entre 2000 y 2022 |
|                                                                  |
| Datos según el nomenclátor publicado por el INE.                 |